# Amuzgos

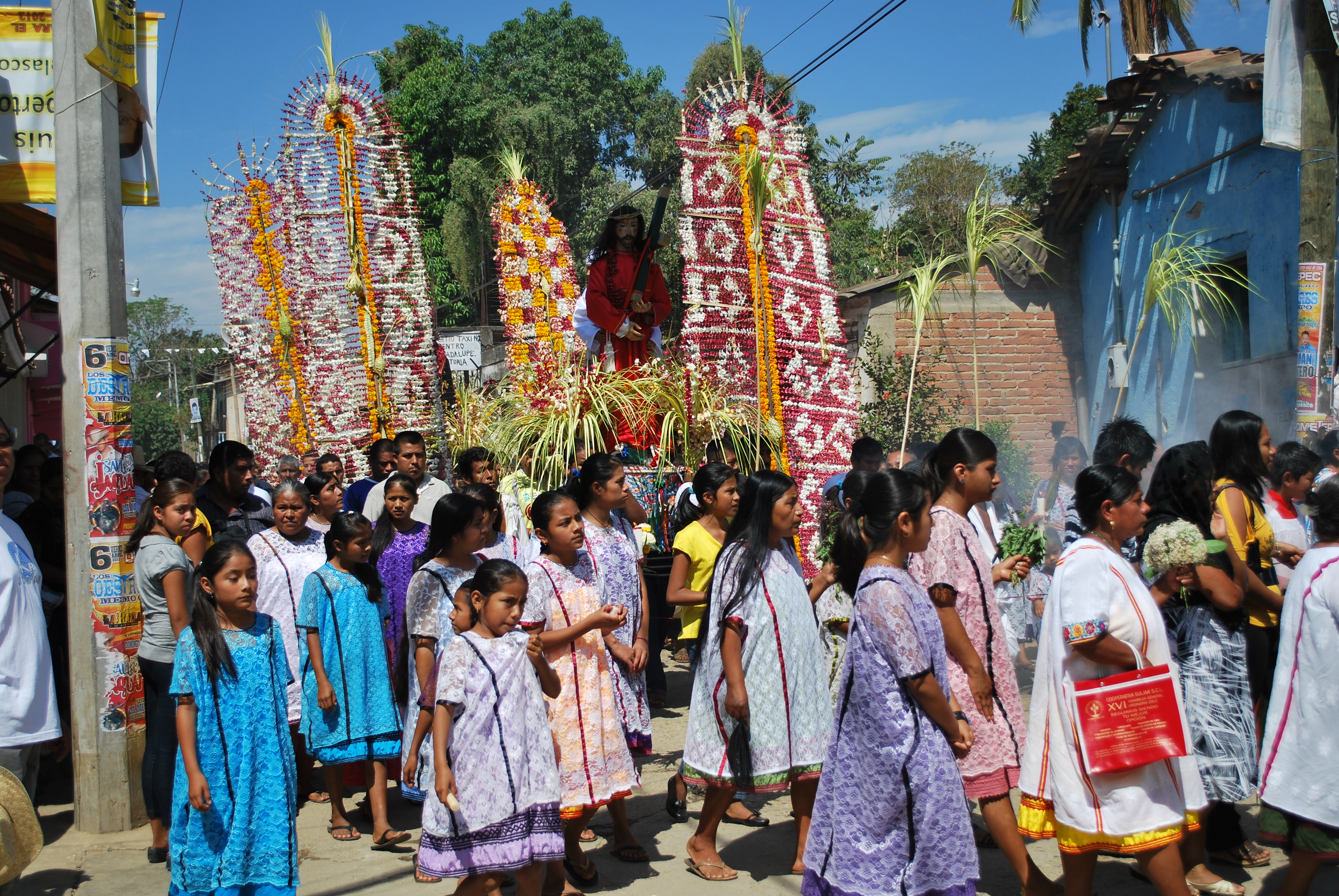
Procissão da Sexta-Feira Santa em Xochislahuaca com Amuzgos em trajes tradicionais

O povo Amuzgos do México, localizados majoritariamente em Guerrero e Oaxaca, principalmente nos municípios: Xochistlahuaca, Tlacoachistlahuaca, Ometepec e San Pedro Amuzgos (regiões montanhosas). De origem desconhecida, o povo Amuzgos são uma das poucas etnias que sobreviveu a colonização, mesmo assim quase desapareceu, passando de 20.000 pessoas em 1522 para 200 em 1582, foram cada vez mais arrastados para os “cantos” de suas terras, tendo sua cultura e religião sendo perdidas com o tempo. Passaram por intensos problemas sociais e de inclusão durante o recente episódio da Covid-19 que assolou todo o mundo, mas afetando diretamente grupos mais vulneráveis. Povo que representa ainda as barreiras e desafios que são impostos para a população indígena no tempo presente. Problemas econômicos e sociais assolam a sociedade Amuzgo no século XXI.

## História
A origem histórica dos Amuzgos ainda é um mistério para muitos. O uso da História Oral e análise linguísticas tem contribuído para que alguns aspectos da história dos Amzugos sejam descobertos. Através da desconstrução de palavras e decodificação de contos e elementos narrativos passados tradicionalmente é possível entender um pouco de sua origem.
Através da análise linguística, foi possível perceber certas semelhanças com a língua dos Mixtecos, o que pode demonstrar um certo contato que estes povos tiveram. Uma emigração conjunta pode ter acontecido do norte através da rota Pánuco, com destino final em Cholula, onde no século XXI é o estado Oaxaca. Mais tarde a colonização fará com que os Amuzgos se desloquem das regiões costeira em busca de novos territórios. Certas palavras e menções tradicionais passam a ideia de que eles teriam sua origem ligada com o mar ou com as águas, que culturalmente seria um elemento muito importante para este povo, sendo a tradução de sua língua "ñomndaa" como "a palavra da água".
O povo amuzgo tinha cidades principais como Xochistlahuaca, Xicayán e Ayotzinapa. Eram influenciados por cacicazgos mixtecos em sua política. Tiveram inúmeros conflitos internos referente a sua dominação, mas sempre conseguiram manter sua própria autonomia, que ajudou a preservar suas tradições e organizações. Esta subordinação aos mixtecos acabou gerando certos desdém entre os povos, permanecendo até em contextos contemporâneos. A agricultura era uma base sólida, influenciando diretamente na organização de trabalho destes povos, além de evidenciar uma certa relação comercial entre outros grupos. Os rituais e celebrações marcavam o cotidiano dos Amuzgos, tanto para comemorar e abençoar as colheitas, mas também era de grande importância para a coesão da comunidade.
Certo deslocamento físico dos Amzugos permitiu que eles se colocassem em uma espécie de "refúgio cultural". Este refúgio se deu pela dificuldades de acesso ao território em que se estabeleceram e também por certas organizações sociais que preservaram suas tradições. Este refúgio é entendido como uma forma de resistência que permitiu os Amzugos a se preservarem tradicionalmente mesmo após a colonização. Estes elementos podem ser enxergados na organização dos Amuzgos ainda hoje em seu cotidiano e nos seus enfrentamentos diários. 

## Cultura

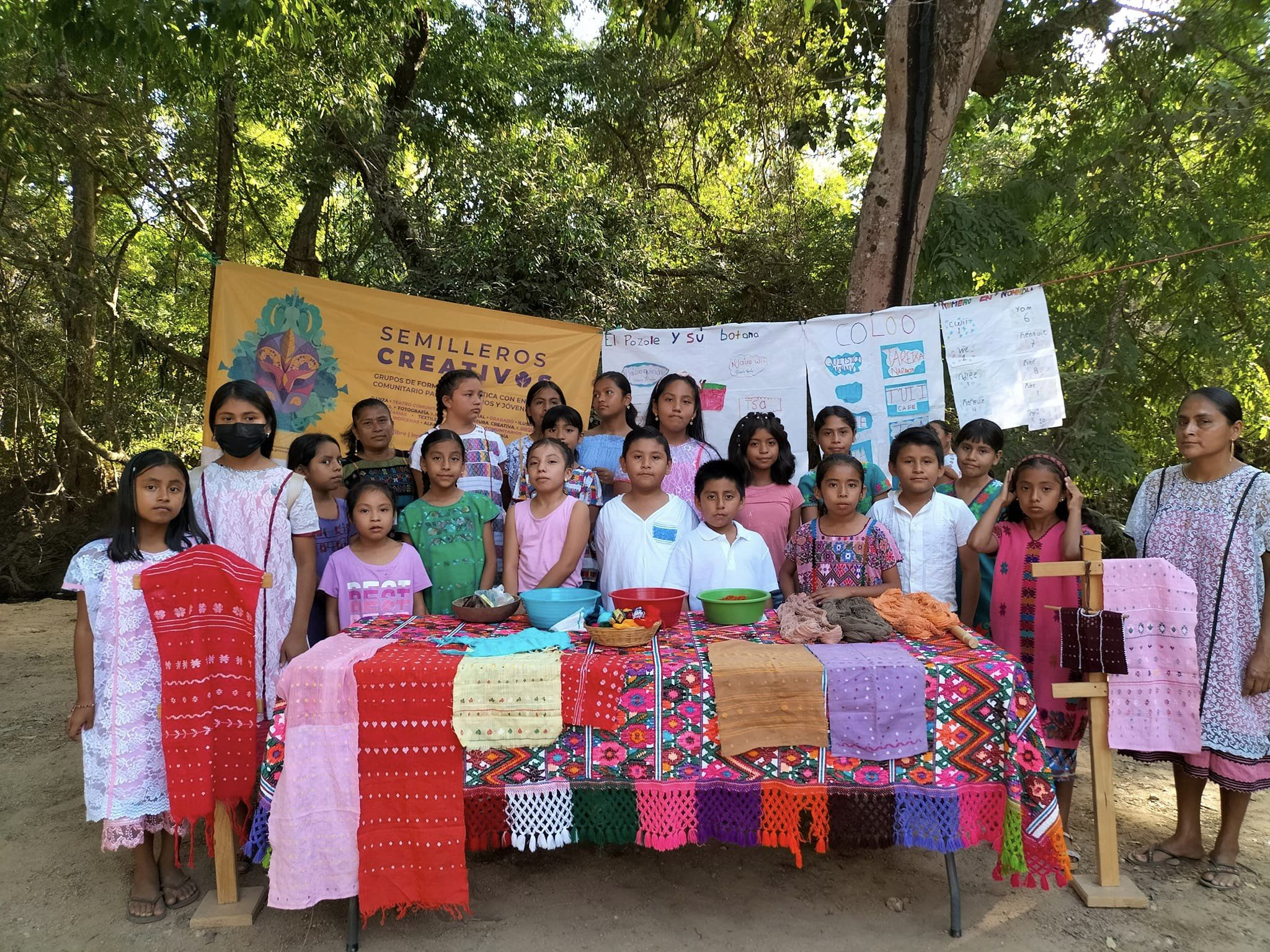
Programa Semilleros Creativos da Secretaria Mexicana de Cultura.

Os Amuzgos são falantes de quatro variantes oficiais de sua língua original, a língua oto-mangueana, suas variantes são: Amuzgo do Norte, Amuzgo do Sul, Alto Oriente Amuzgo e Amuzgo do Baixo Leste, apesar dessas variantes serem muito semelhantes, há diferenças significativas entre elas. Por exemplo, as variantes ocidentais (norte e sul) são semelhantes entre elas e mais diferentes das variantes orientais (leste superior e leste inferior) que por sua vez, são semelhantes entre si. O Amuzgo é a décima terceira língua indígena mais comum em Oaxaca, se assemelhando às línguas dos Mixtec. Em Guerrero, a língua é propagada o suficiente para ser aprendido como segunda língua para falantes de espanhol, que vivem na mesma área.
Os Amuzgos são pessoas que valorizam como família todas as pessoas da linhagem, não apenas o núcleo pai, mãe e crianças, se organizam no sistema patriarcal. O casamento acontece por volta dos 17 anos, para os homens e 15 anos para as mulheres, são eventos elaborados, com comida, festa, álcool e música. Nas comunidades mais tradicionais os casamentos são arranjados entre a família sem a participação do casal, a família que procura a união fica responsável por definir a data e o casal se encontra apenas no dia do casamento, enquanto as famílias trabalham para consolidar os laços sociais e econômicos. É papel do homem fornecer presentes, como milho, feijão, pimenta e dinheiro para fazer a vestimenta da noiva, chamada tradicionalmente de huipil, Se a noiva for virgem, o casamento é celebrado com fogos de artifício, se não, há certa tensão. Para realizar grandes projetos, como batizados, casamentos, plantio, construção de moradia, os amigos e a família se reunem para fornecer recursos necessários ao casal.
Os papéis de gênero são tradicionais e continuaram assim conforme as gerações foram passando, embora haja alguma influência moderna. Os homens seguem com seus pais para o plantio e conseguem a maior parte do conhecimento agrícola até seus 12 anos. As mulheres ficam em casa aprendendo o trabalho doméstico com as mães, como por exemplo, a tecelagem. Os homens tem o poder econômico e social, incluindo o direito de tomar a maioria das decisões familiares. As crianças frequentam a escola pelo menos até o nível primário e algumas até o nível secundário, aqueles que escolhem continuar os estudos, vão para Ometepec ou Chilpancingo.
A maioria dos Amuzgos são católicos, com uma parte sendo protestante. As igrejas católicas dominam os centros das sedes municipais, assim como seus festivais, aqueles dedicados aos santos padroeiros, a semana santa, o dia de todos os santos. Os Amuzgos católicos mantêm elementos da crença indígena nos seus festivais e ritos, como por exemplo, a festa de São Marcos onde eles fazem a “petição por trovões”, para que chova e comece a época da plantação, ou na festa do Arcanjo Miguel que marca o fim das chuvas e o início da colheita. A água é figura destaque nos ritos dos católigos, existe entre eles a crença em espíritos da terra e elementos da natureza.
Para eles, a saúde é muito mais um aspecto espiritual do que físico com a doença sendo relacionada a atividades desarmônicas, nos casos mais graves o doente é enviado para instalações médicas em grandes comunidades, como Putla, mas, a maioria dos Amuzgos prefere se consultar com curandeiros tradicionais. Doenças pequenas, como dor de estômago ou gripe, são tratadas com fitoterapia, enquanto as doenças que são consideradas espirituais, são tratadas pelos “tzan tí” (homens sábios) ou pelas “tzan kalwa” (xamãs ou bruxas).
Embora existam mecanismos do governo, a comunidade Amuzgo também reconhece o Conselho dos Anciãos. Além do Conselho dos Anciãos, os Amuzgos frequentemente disputam uma posição no governo. Existem autoridades Amuzgos tradicionais, a maioria delas está relacionada ao desempenho das funções religiosas, como patrocinar um festival. Essas autoridades têm o direito de exigir trabalho para benefício coletivo. Existe também o "comissariado ejidal" que é responsável pelas questões relacionadas à terra.
A culinária amuzgo é fortemente baseada em milho e outros produtos cultuvados localmente, como cacau. O cacau é geralmente consumido como um chocolate quente apenas nas ocasiões especiais. O milho prepara tamales de diferentes sabores, como doce, com frango, com camarão de água doce, com frutas. Um prato tradicional é o chamado "cabeza de viejo" ou "cabeça de velho", que consiste em carne com ervas cozivas no vapor. Outros exemplos de prato são: barbacoa (que é um prato feito cozidos num forno de cova ou de terra, geralmente com carnes de lento cozimento) e também doces de inhame e abóbora.
Um dos problemas enfrentados pela comunidade é a dificuldade na preservação da língua nas gerações mais jovens, para tentar acabar com esse problema o povo Amuzgo criou entre eles a cultura de ensinar as crianças a falar, ler e escrever em Amuzgo, mantendo a língua viva. Outros problemas que a comunidade Amuzgo enfrenta são: a dificuldade na preservação de peças arqueológicas e da história, uma maior participação nos governos e agências federais, estaduais e municipais, presença de álcool em comunidades indígenas, uso de agroquímicos na região, disputas de poder entre autoridades municipais e conselhos indígenas e a propriedade das terras.
Houveram vários esforços para preservar e promover a cultura Amuzgo. O primeiro movimento de preservação da cultura foi um encontro regional dos Amuzgos pelos direitos e participação indígena, em Xochistlahuaca. Foi estabelecido o museu comunitário Amuzgo em 1990, em Xochistlahuaca, com dois salões, um dedicados a peças arqueólogas da região e o outro ao artesanato da região. A comunidade Amuzgo fez parceria com a Universidad Autónoma Metropolitana para desenvolver programas de pesquisa, divulgação cultural para preservar e promover a cultura Amuzgo.

## Economia

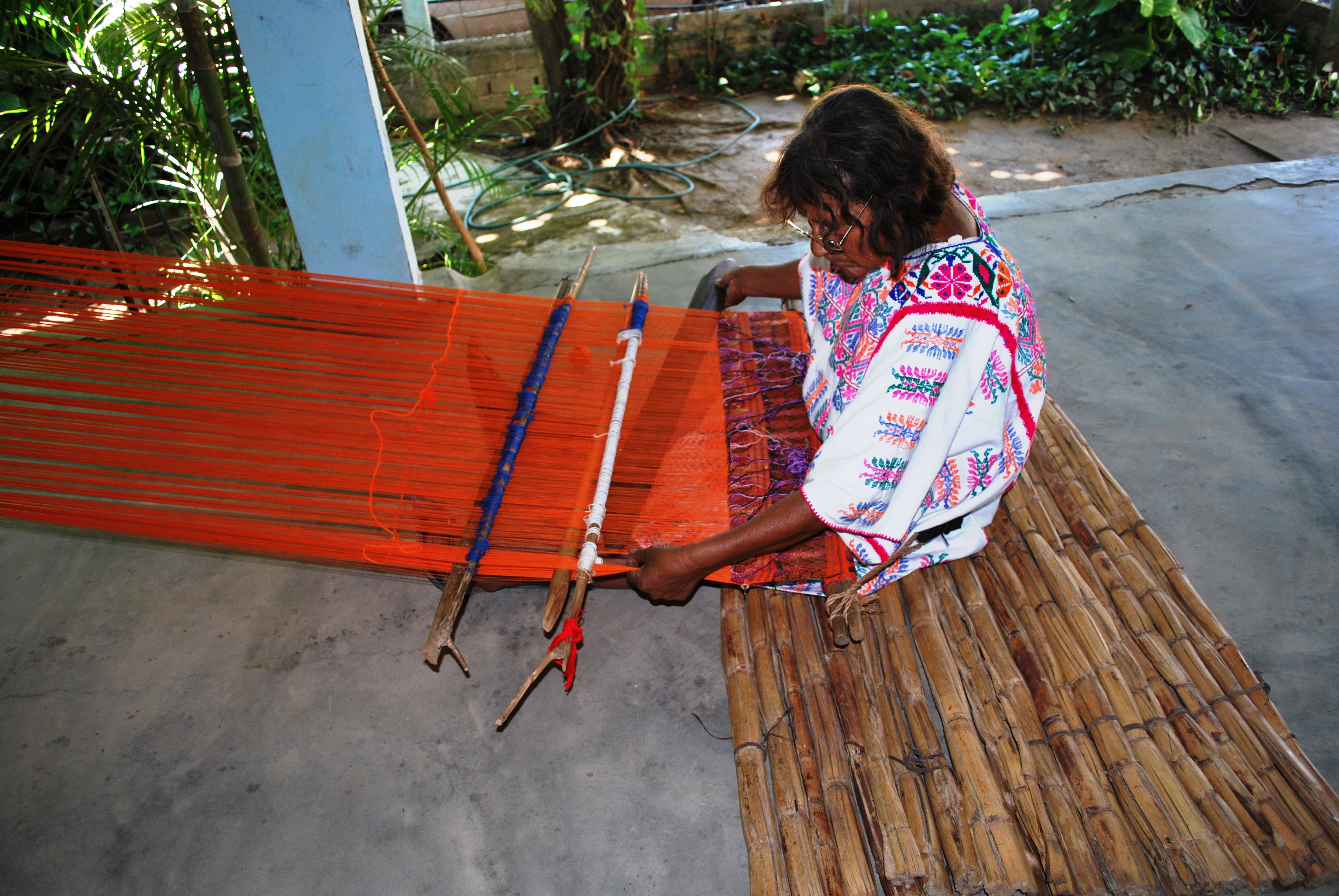
Mulher Amuzgo tecendo rebozo em Xochistlahuaca, Guerrero.

A economia do povo Amuzgo se baseia por uma combinação de artesanato, agricultura de subsistência, migração e um setor comercial. as práticas econômicas são influenciadas tanto por fatores geográficos como sociais e históricos.
O artesanato é um dos pilares da economia Amuzga, principalmente a tecelagem realizada pelas mulheres. São produzidosTêxteis como panos, redes e huipiles que geram alta valorização dentro da comunidade e até fora dela, com vários desses produtos sendo vendidos em mercados regionais e fora das áreas locais. Outras atividades artesanais incluem a cerâmica, fabricação de queijo, piloncillo (melado de cana-de-açúcar) e fogos de artifício, contribuindo para a diversificação das fontes de renda das famílias.
A agricultura faz parte da economia Amuzga, utilizada majoritariamente para autoconsumo. sendo o Milho a cultura principal acompanhada pelo cultivo de feijão, gergelim, hibisco entre outras, usadas em rotação de culturas e agricultura itinerante. As práticas agrícolas variam de acordo com a disponibilidade de terra, chuvas e a demanda da comunidade. Os produtos excedentes como laranjas, mamão, cana-de-açúcar, entre outros, são vendidos em centros urbanos próximos, principalmente na região de Ometepec, criando uma renda complementar para as famílias de origem Amuzga.
A migração temporária e permanente, geralmente realizada por homens, para outras regiões do México e para os Estados Unidos desempenha uma característica importante da economia Amuzga. As remessas enviadas pelos migrantes desempenham um papel cada vez mais importante na sustentação financeira das famílias, reduzindo parcialmente a dependência da agricultura e do artesanato como única fonte de renda. As mulheres tendem a migrar para centros urbanos em busca de empregos como domésticas.
As atividades comerciais presentes nas comunidades Amuzgas são realizadas de forma básica e são compostas por negócios locais como barracas de taco, restaurantes, lojas de artigos de cultura, mercearias e estabelecimentos vendendo suprimentos para a agricultura. Os estabelecimentos contribuem para a troca de produtos e serviços dentro da comunidade e  para um pequeno intercâmbio comercial com as populações vizinhas.

## A resistência dos Amuzgos diante da Covid-19

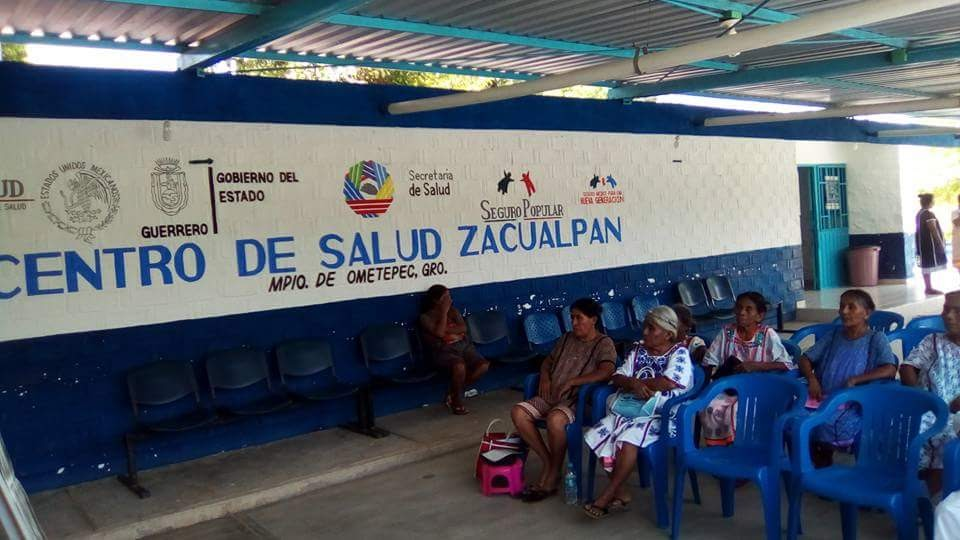
Centro de Saúde Municipal de Zacoalpan Amuzgo Guerrero México.

A população Amuzga são um povo que sofrem com a falta de assistência do governo, carecem de serviços de saúde, segurança social, sofrem com desnutrição e também com um elevado prejuízo educacional. Os Amuzgos vivem no alto das montanhas da região onde habitam. Antes da pandemia de Covid-19 as pessoas desciam essas montanhas para serem tratadas nos hospitais das cidades e também para venderem sua mercadoria, essa prática foi interrompida com o coronavírus e a nova ordem social. Para os Amuzgos, as doenças são causadas por questões espirituais ou feitiçaria, eles visitam o curandeiro e fazem orações para descobrir a causa da doença e curá-la. Por essa visão particular, os Amuzgos consideram o mundo um lugar composto por espíritos que controlam a vida do homem. 
As comunidades Amuzgo foram ficando descontentes durante o confinamento, a solução do Estado para impedir uma manifestação foi permitir que eles voltassem a normalidade. A dificuldade dos Amuzgos era a baixa movimentação de estrangeiros para fazer o comércio girar, agora eles teriam que se adaptar a essa nova vida, muitos tiveram que vender seus produtos a preços muito baixos e a falta de saneamento e assistência médica dificultavam as coisas. 
Os Amuzgos desconfiam do serviço de saúde e no Estado, esse descontentamento vem de antes da pandemia, causado pela dificuldade do poder estatal em melhorar as condições marginalizadas que vivem as comunidades. Por exemplo, quando alguns Amuzgos foram aos médicos com dores, eles foram simplesmente interrogados e mandados para casa, sem consulta. 
Durante a pandemia, foram mandados médicos e criados centros temporários de tratamentos nas regiões dos Amuzgos, porém não era o suficiente, não tinha dinheiro suficiente sendo mandado para comprar os equipamentos médicos necessários. Os médicos iam e voltavam todos os dias e as vezes não tinham os equipamentos para saber se estavam com a COVID 19. Os lugares mais afastados das montanhas era difícil até a chegada de alimento e, embora tenha havido ajuda do Estado, durou pouco tempo e nem todos se beneficiaram.
As comunidades começaram a questionar as autoridades, dizendo que suas medidas de saúde não eram efetivas para os Amuzgos e que solução era recuperar sua memória ecológica e sua cultura, para cuidar do seu povo da maneira que ajudava mais. Os Amuzgos recuperaram seu conhecimento sobre plantas medicinais, que os ajudaram muito na luta contra as doenças da era colonial, essas que dizimaram muitos povos originários, especula-se que o número de mortes poderia ter sido maior se não fossem as práticas culturais e de saúde realizadas pelas comunidades, por exemplo, em um dado momento da pandemia, na área de Xochistlahuaca, o número de casos confirmados de covid foi de 168 e houve apenas 10 mortes.
Desde sempre os Amuzgos enfrentam desastres, naturais e comandados pelo Estado, da sua própria maneira, sabendo que não são prioridade para as autoridades, os Amuzgos se protegem e se cuidam da forma como acreditam ser eficaz, como seus antepassados faziam. Essa rebelião silenciosa, como ações culturais, acordos e rejeições (como rejeitar o tratamento médico e optar por seu tratamento tradicional), são algumas formas que os Amuzgos usam para sobreviver a COVID 19.

## Resistência indígena às doenças no período colonial

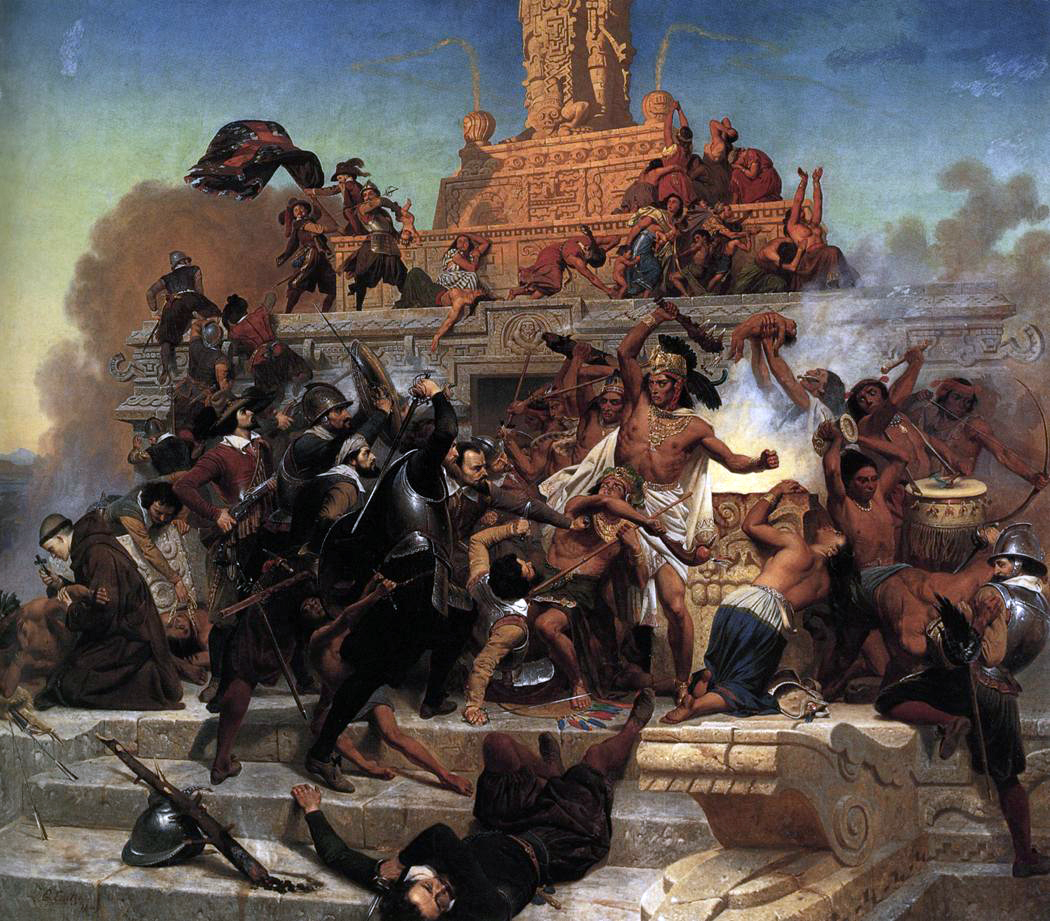
Conflito entre indígenas e soldados espanhóis liderados por Hernan Cortés na invasão a capital do Império Asteca, Tenochtitlán (Cidade do México).

Durante o período colonial no México, as epidemias trazidas pelos Espanhóis foram um dos fatores mais devastadores sobre a população indígena, estima-se que milhões de indígenas foram mortos durante a conquista espanhola. diversas doenças chegaram com os colonizadores como: varíola, sarampo, febre amarela, tifo, malária, gripe, peste bubônica etc. um dos fatores que geraram a devastação dos nativos pelas enfermidades foi a vulnerabilidade acerca delas, por conta da falta de anticorpos para combate-las porém, a exploração violenta, escravidão, desorganização social, negligência governamental e a desnutrição feita pelos colonizadores contribuíram para que os indígenas se tornassem mais propensos a sucumbir às doenças.
Apesar da gravidade da situação, a resposta indígena não foi passiva. As comunidades desenvolveram diversas estratégias de resistência, muitas vezes sutis e indiretas, para lidar com as epidemias e preservar suas culturas:
- Medicinas tradicionais: Frente à ineficácia da medicina europeia em conter as epidemias, os povos indígenas mantiveram e adaptaram seus sistemas tradicionais de cura. O uso de plantas medicinais, rituais e práticas xamânicas foram algumas das práticas utilizadas pelos nativos.[13]

- Seleção e implementação de práticas europeias: Em alguns casos, as comunidades indígenas incorporaram elementos da medicina europeia aos seus sistemas tradicionais, selecionando e adaptando as práticas consideradas úteis. Esse movimento dos nativos não significava na aceitação passiva da medicina colonial, mas sim que em um contexto de crise, incertezas e pânico se buscou soluções eficazes para combater as doenças.[14]
- Ideologia e espiritualidade: A resistência indígena se manifestou também na recusa de atribuir as epidemias pelas justificativas coloniais que frequentemente colocavam as causas das doenças numa punição divina ou na inferioridade indígena. A preservação das cosmovisões e crenças tradicionais representa uma forma de resistência ideológica e uma afirmação da identidade cultural.[15]
- Isolamento: Algumas comunidades indígenas buscaram fugir das áreas mais povoadas ou se isolar em regiões mais afastadas e remotas a fim de minimizar o contato com os colonizadores e as doenças. Embora nem sempre eficazes, essas estratégias refletem uma luta pela sobrevivência e a preservação comunitária.[16]

## Heranças de luta e opressão do povo Amuzgos

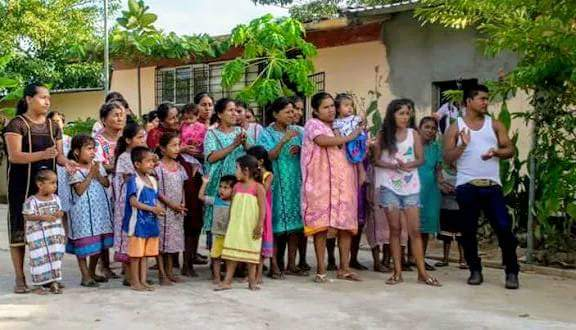
Povos Amuzgos da Vila de Terra Colorada, Município de Ometepec, Guerrero, México.

Mesmo após os intensos processos de colonização, a resistência e luta indígena, preservou suas práticas culturais tradicionais após o período, entre elas suas percepções medicinais. Durante o isolamento social, o povo Amuzgo resistiu e enfrentou o processo pandêmico pautado em suas crenças, garantindo sua sobrevivência. O processo de resistir, não é um ato que preso em um único espaço temporal e pode ultrapassar as diversas temporalidades. Por isso, pensar luta indígena, seja qual for o contexto histórico, é também pensar o presente, visto que esta resistência acontece até os dias atuais.
O caso de segregação do povo Amuzgo é um exemplo presente, dos impactos persistente que a colonização marcou e marca dentro das sociedades das américas como um todo. As heranças relacionadas ao processo de opressão também são presentes no século XXI e continuam a promover o genocídio generalizado dos mais diversos grupos étnicos indígenas. Durante o período colonial as epidemias eram utilizadas como uma ferramenta de controle pelos europeus colonizadores, para subjugar e exterminar as sociedades originárias. Dentro do contexto dos Amuzgo durante a Covid-19, as necessidades ignoradas e não compreendidas pelo setor público, mostram uma certa proximidade com as atitudes empregado pelo estado colonial, demonstram uma nova percepção sobre o enfrentamento das doenças. No período colonial a proliferação da doenças é um ato de violência, no caso dos Amzugo, o desconhecimento das particularidades e seu apagamento mediante ao meio público, é o que caracteriza o ato de violência.
Um aspecto cultural presente em ambos momentos de resistência, foram as noções comunitárias entre as organizações sociais indígenas. Os enfrentamentos também partiram através das práticas coletivas de cuidado e organizações locais. Todos estes aspectos conversam com a cultura de relações entre homem e natureza, com as interações entre indivíduos, juntamente do contato entre o natural são determinantes para o bem estar geral da comunidade. Este se torna um outro exemplo essencial, de uma tradição que se manteve como herança mesmo após o processo colonizador, e que enfatiza a sobrevivência e luta destes povos através da cultura.